# Wigald Boning

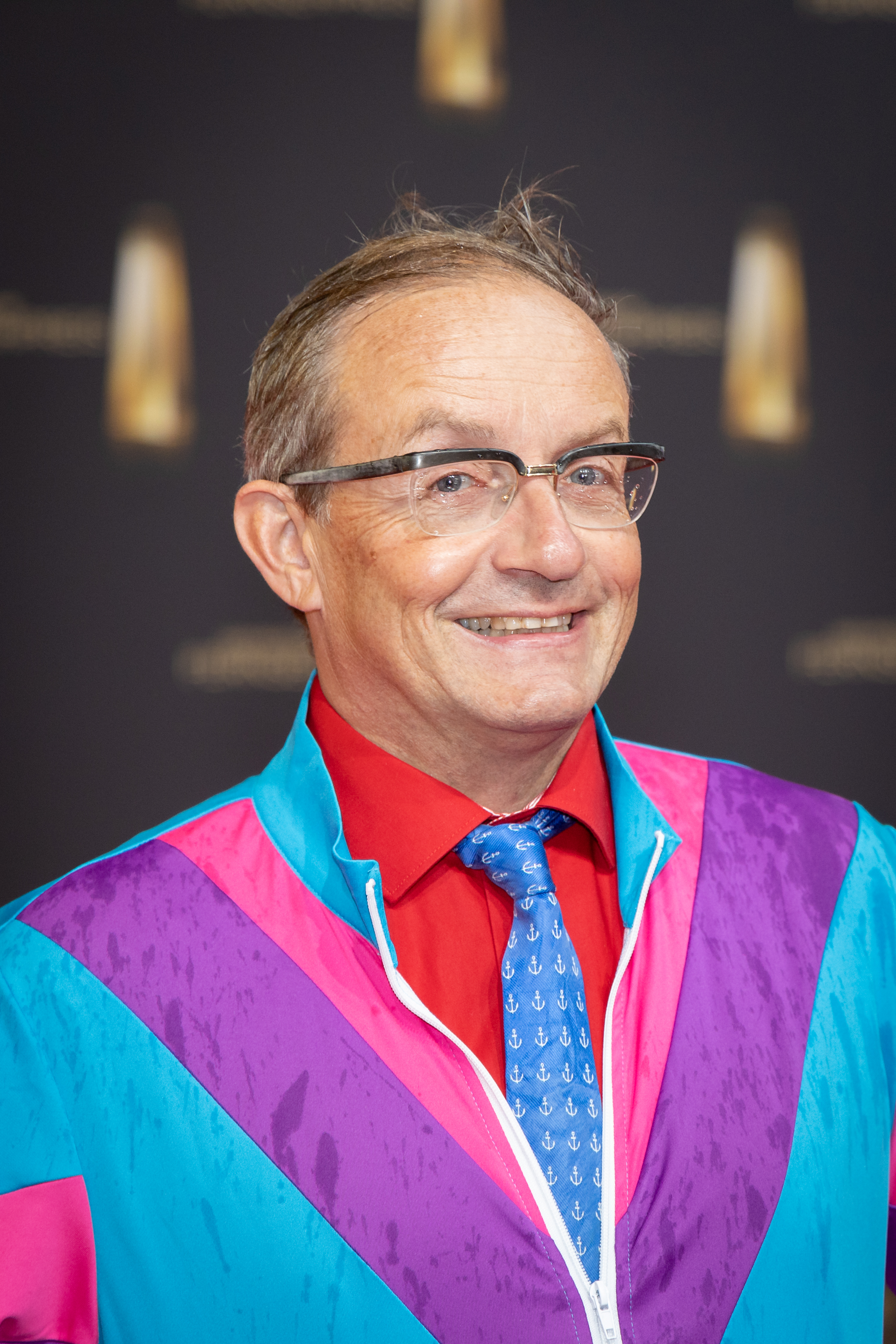
Wigald Boning beim Deutschen Fernsehpreis 2022

Wigald Andreas Boning (* 20. Januar 1967 in Wildeshausen) ist ein deutscher Komiker, Synchronsprecher, Musiker und Fernsehmoderator. Darüber hinaus ist er als Komponist und Autor tätig. Einem breiten Publikum wurde er durch die Comedy-Sendung RTL Samstag Nacht bekannt, in der er von 1993 bis 1998 als festes Ensemblemitglied agierte. Popularität erlangte er dort vor allem durch die Zusammenarbeit mit Olli Dittrich in der mit dem Adolf-Grimme-Preis 1995 ausgezeichneten Interview-Persiflage Zwei Stühle – eine Meinung sowie als musikalisches Duo Die Doofen, das mit der Single Mief! (Nimm mich jetzt, auch wenn ich stinke!) und dem Album Lieder, die die Welt nicht braucht im Jahr 1995 die Spitze der Charts erreichte und alle wichtigen deutschen Musik- und Medienpreise erhielt.
In den 2000er Jahren präsentierte Wigald Boning zunächst seine eigene Sendung WIB-Schaukel, bevor er in Clever! – Die Show, die Wissen schafft von 2004 bis 2008 neben Barbara Eligmann als Moderator auftrat. Von Juni 2012 bis September 2013 moderierte er gemeinsam mit Bernhard Hoëcker das satirische Wissensmagazin Nicht nachmachen! für das ZDF.
Von 2014 bis 2015 moderierte er auch die Polit-Impro Vier sind das Volk im selben Kanal sowie von 2015 bis 2016 die Musikreportagen-Reihe Rock the Classic für 3sat. Seit März 2017 gehört er neben Hella von Sinnen und Hugo Egon Balder zu der Stammbesetzung der Comedy-Rateshow Genial daneben und dessen Ablegern Genial daneben – Das Quiz (Juli 2018 bis August 2020) sowie Genial oder Daneben? (August bis Dezember 2020).

## Leben und Wirken

### Jugend und Karrierebeginn
Wigald Boning ist das erste von zwei Kindern eines Bankkaufmanns und einer Bankkauffrau. Bereits als Schüler spielte er in der Punk-Jazz-Band KIXX, zu der auch Willehad Grafenhorst, Jim Meneses und der spätere Schauspieler Lars Rudolph gehörten. Ihre Konzertpremiere bestritten sie am 14. Januar 1983 im Jugendzentrum Papenburg. 1985 folgten die Veröffentlichung ihres Debütalbums Hidden Lover sowie Tourneen und internationale Festivalauftritte, darunter als Vorgruppe des Jazz-Musikers Ornette Coleman. Nach seinem Abitur auf der Cäcilienschule in Oldenburg im Jahr 1985 leistete Boning zunächst Zivildienst, absolvierte im Anschluss jedoch keine Berufsausbildung. 1988 veröffentlichte er mit Willehad Grafenhorst (Willy Hart), Susanne Rau und Ulrik Spies als Band Bremen das Album Bremen. Kurz nach Veröffentlichung des Albums verließ Wigald Boning die Band, um eine Solokarriere zu starten. Die Solo-Veröffentlichungen Kapitale Burschen (1989) und Wildeshausen (1991) blieben aber kommerziell erfolglos.
Unter der Regie von Horst Königstein debütierte Boning 1989 in der Kinoproduktion Hard Days Hard Nights vor der Kamera. 1990 schloss sich der Dokumentarfilm Der geile Osten, eine Reise durch die letzten Tage der DDR von Ulrich Waller an. Von 1991 bis 1993 war Boning mit Moderationen und der täglichen Kolumne Bonings Bonbons für das Musikmagazin Airplay bei Premiere tätig, parallel trat er von 1992 bis 1993 als Reporter im politischen Satiremagazin Extra 3 beim NDR Fernsehen und später im Medienmagazin Canale Grande des Senders VOX auf.

### Karriereschub in den 1990er Jahren
Bundesweite Bekanntheit erlangte Wigald Boning als festes Ensemblemitglied der Comedy-Sendung RTL Samstag Nacht, der er von 1993 bis 1998 angehörte. In seiner Rubrik Wigalds Welt berichtete er in der Rolle eines Investigativreporters über fingierte Studien und Erkenntnisse mit grotesken Inhalten oder befragte Passanten auf der Straße zu selbst erdachten Absurditäten. An Popularität gewann er vor allem durch die Persiflage Zwei Stühle – eine Meinung, die mit zahlreichen Ausgaben einen festen Bestandteil der Sendung bildete. Als fragestellender Moderator parodierte Boning Gesprächsrunden mit Prominenten und fiktiven Persönlichkeiten, die in nahezu täuschend echten Masken und Kostümen von Olli Dittrich verkörpert wurden. Für seine Darstellung erhielt das Duo im Jahr 1995 den Adolf-Grimme-Preis.
Boning fiel in der Sendung zudem durch seine bizarre Kleidung auf. Optisches Markenzeichen waren Anzüge aus schrillen Stoffen, Farben und Materialien wie Kunstrasen, Brillen mit Kassengestell und skurrile Modekombinationen, die von vollkommen entgegengesetzten Stilen gekennzeichnet waren.

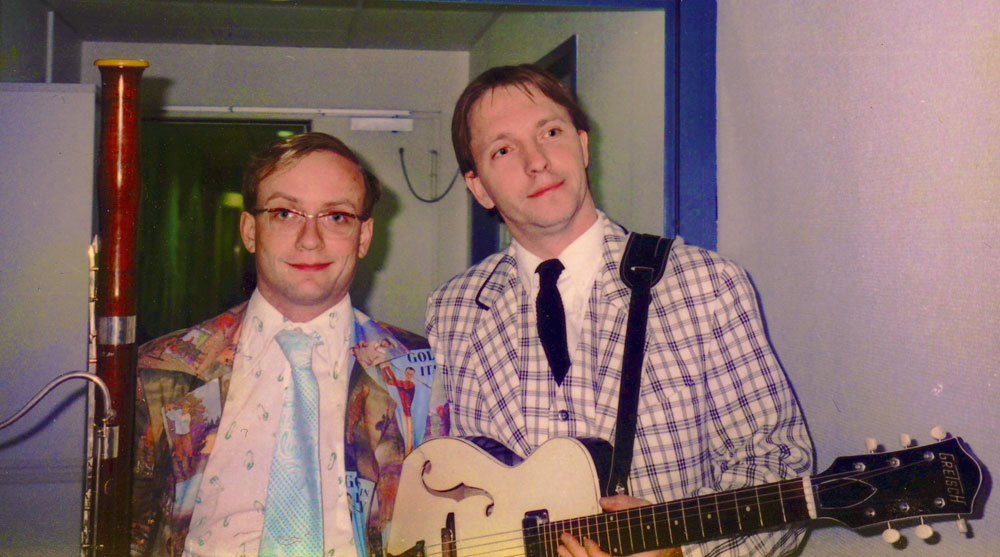
Wigald Boning (l.) und Olli Dittrich (r.) als Die Doofen, 1996

Ebenfalls an der Seite von Olli Dittrich verzeichnete Boning ab 1995 mit dem Musikprojekt Die Doofen Erfolg, nachdem er bereits 1992 unter dem Namen Wigald Boning und die Doofen das Album Langspielplatte sowie zwei Singles mit geringen Verkaufszahlen publiziert hatte. Musikalischen Auftritten mit Kalauertexten bei RTL Samstag Nacht folgten die Veröffentlichung der Single Mief! (Nimm mich jetzt, auch wenn ich stinke!) und des Albums Lieder, die die Welt nicht braucht, mit denen das Duo im Sommer 1995 die Spitzenposition der Charts erreichte. Im gleichen Jahr traten sie im Vorprogramm der Stadion-Tournee von Bon Jovi auf. Anlässlich ihres Erfolges wurden Die Doofen mit den wichtigsten deutschen Musik- und Medienpreisen ausgezeichnet, darunter dem Echo, der Goldenen Stimmgabel und dem Bambi.

### 2000er Jahre
Nach dem Ende von RTL Samstag Nacht führte Boning 1999 zunächst durch mehrere Ausgaben der ProSieben MorningShow, bevor er von 2001 bis 2004 seine 38 Folgen umfassende Sendung WIB-Schaukel präsentierte, in der er überwiegend prominente Interviewpartner an deren Heimatort begleitete. Für die Ausgabe mit Jürgen Drews vom 28. Juni 2003 wurde er erneut mit dem Adolf-Grimme-Preis geehrt. Gemeinsam mit Barbara Eligmann moderierte Boning von 2004 bis 2008 die Sat.1-Show Clever! – Die Show, die Wissen schafft, in der er die Durchführung und Erklärung wissenschaftlicher Experimente und Alltagsphänomene übernahm. 2005 erhielt die Sendung den Deutschen Fernsehpreis. Darüber hinaus präsentierte Boning 2007 die kurzlebige Action- und Quizshow FamilyShowdown bei Sat.1 und trat wiederkehrend als Kandidat und Gast in Fernsehsendungen wie Die Hit-Giganten, Extreme Activity, Genial daneben und Schillerstraße auf.
In Zusammenarbeit mit dem Pianisten Roberto Di Gioia veröffentlichte Boning im Jahr 2008 das von der Kritik positiv aufgenommene Instrumentalalbum Jet Set Jazz, auf dem er selbst elf verschiedene Blasinstrumente einspielte. Gemeinsam mit Di Gioia gründete Boning 2013 das Musiklabel „Hobby Musik“.

### 2010er Jahre

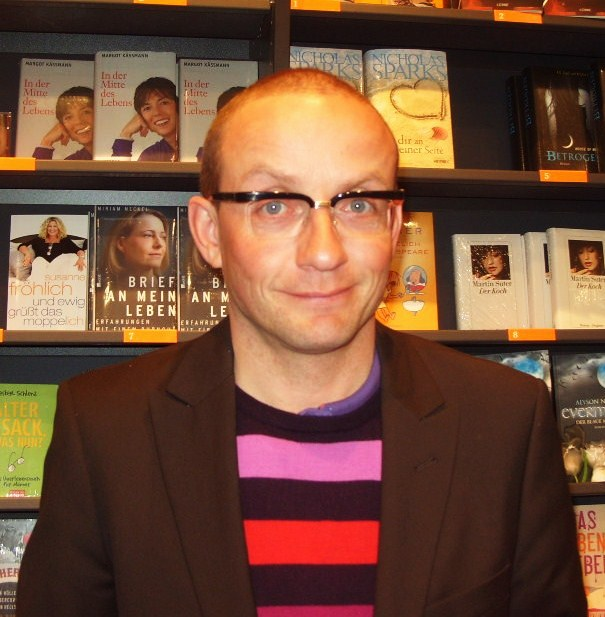
Wigald Boning nach einer Lesung im April 2008

2010 erschien Bonings viertes Buch In Rio steht ein Hofbräuhaus, das er zugleich als Hörbuch vertonte. Mit Auszügen seiner Reiseberichte aus verschiedenen Kontinenten trat er im Rahmen mehrerer Lesungen in weiten Teilen des Bundesgebiets auf. Im September 2011 veröffentlichte Wigald Boning das Buch Die Geschichte der Fußleiste und ihre Bedeutung für das Abendland – und andere wissenschaftliche Studien.
Seit Juni 2014 ist Boning Schirmherr des gemeinnützigen Vereins Dravet-Syndrom e. V.
Im April 2016 begannen die Dreharbeiten zu einem neuen Doku-Format des TV-Senders History, der Boning zusammen mit dem Urban Explorer Fritz Meinecke an verlassene Orte schickt, um die Geschichte und die Besonderheiten dieser historischen Stätten zu erforschen. Für die Sendung mit dem Namen „Wigald & Fritz – Die Geschichtsjäger“ reiste Boning mit Meinecke auch nach Tschernobyl. Weitere Orte waren die ehemalige Nationalpolitische Erziehungsanstalt in Ballenstedt, die frühere Kuranlage der Sophienheilstätte in Bad Berka, die ehemalige Haftanstalt Berlin-Hohenschönhausen, die Heeresversuchsanstalt Peenemünde und die Schorfheide in Brandenburg. 2018 strahlte History die Serie Deutschland – Deine Fußballseele aus, für die Boning durch Deutschland reiste und Menschen traf, die eng mit dem Sport Fußball verbunden sind.
Boning ist regelmäßiger Gast der online stattfindenden Live-Talk-Reihe Ferngespräch von Tommy Krappweis, in der aktuelle politische Themen aufgegriffen und diskutiert werden.
Seit 2018 ist er gemeinsam mit Bernhard Hoëcker mit der Impro Comedy Show Gute Frage auf Tournee.
2020 nahm er als „Frosch“ an der dritten Staffel der ProSieben-Sendung The Masked Singer teil und schied dort in der vierten Folge aus.
2023 war er Kandidat in der Sendung Das Duell um die Welt – Team Joko gegen Team Klaas.

## Privatleben

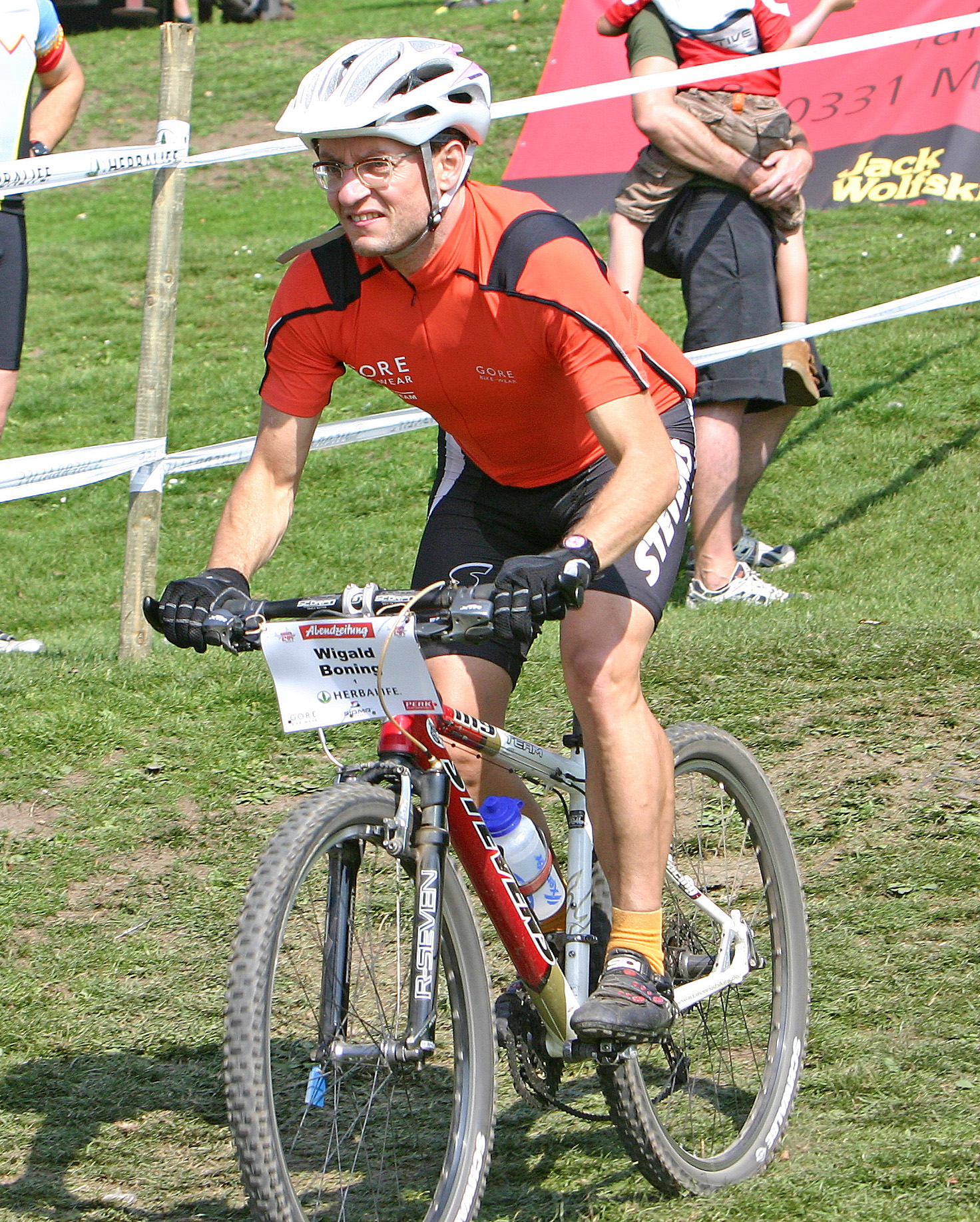
Wigald Boning, 2006

Boning ist seit Dezember 2017 mit der Opernsängerin Teresa Tièschky verheiratet. Das Paar hatte sich im Sommer 2015 bei Dreharbeiten für die TV-Sendung Rock the Classic (3sat) kennengelernt. Bei der Premiere der Bayreuther Festspiele 2017 zeigte es sich erstmals in der Öffentlichkeit. Im Juli 2018 kam ein gemeinsamer Sohn zur Welt; im November 2019 wurde eine Tochter geboren. Im März 2023 wurde er erneut Vater eines Sohnes. Die Familie lebt am Ammersee. Boning hat erwachsene Zwillingssöhne aus einer früheren Ehe.
Boning trat im Alter von 18 Jahren aus der römisch-katholischen Kirche aus. Im Sommer 2020 äußerte er, er „gehe aber mit dem Gedanken schwanger, die Sache mal wieder zu ändern. Ich unterhalte mich darüber auch mit Personen in der katholischen Kirche.“ Außerdem ist er CSR-Botschafter für „Lebenslang aktiv“, eine Initiative von Werder Bremen.

### Politik
Boning war bereits im Schulalter Mitglied der Jungdemokraten, die bis 1982 die Jugendorganisation der FDP war, später viele Jahre Mitglied der FDP. Unter anderem zur Landtagswahl in Mecklenburg-Vorpommern 2016 warb er öffentlich intensiv für die Freien Demokraten. 2019 trat er aus der Partei aus. Zur vorgezogenen Bundestagswahl 2025 unterstützte er neben 54 anderen Prominenten die von der FDP geschaltete Anzeige „Wir wollen eine starke FDP“ in der Frankfurter Allgemeinen Zeitung.

### Sport
Boning bestritt seinen ersten Marathon in Winterthur (Winterthur-Marathon) am 20. Mai 2001 in 3:30:11 h. Am 16. Oktober 2002 absolvierte der Ausdauersportler seinen ersten Ultramarathon beim 2. Ems-Jade-Lauf über 72 km von Emden nach Wilhelmshaven. Beim 24-Stunden-Mountainbikerennen im Münchner Olympiapark 2006 startete er als Einzelstarter und legte auf dem 6,75 km langen Rundkurs insgesamt 345 km (51 Runden) zurück. Des Weiteren nahm er gemeinsam mit Birgit Fischer als Prominenten-Team an der 7. Fulda Challenge 2007 in Kanada teil. Dort belegten sie einen 5. Platz, noch vor dem zweiten Prominenten-Team mit den beiden Leistungssportlern Gunda Niemann-Stirnemann und Frank Busemann, die den 7. Platz erzielten. Am 7. Juli 2007 fuhr er in 24 Stunden auf dem Rennrad 600 km von Füssen nach Venedig. Den König-Ludwig-Marathon am 22. Juli 2007 in Füssen absolvierte er in 4:03:45 Stunden. In seinem ehemaligen Wohnort Bernbeuren leitete er die Ski-Nordisch-Abteilung des dortigen Ortsvereins. Nachzulesen sind einige seiner sportlichen Erfahrungen in seinem Buch Bekenntnisse eines Nachtsportlers (2007).
Bei den 53. Bieler Lauftagen am 17. Juni 2011 startete er erstmals zum 100-km-Lauf. Nach 11:43:04 Stunden erreichte er als 77. seiner Altersklasse (345. in der Gesamtwertung) das Ziel.
Seit 1. Juli 2022 badet Boning jeden Tag in einem Gewässer. Ursprünglich hatte er vor, ein Jahr lang jeden Tag zu schwimmen. Nachdem er dieses Ziel erreicht hatte, behielt er die Gewohnheit jedoch bei. Am Ende des zweiten Jahres gab er an, dass er inzwischen 1000 Tage ohne Unterbrechung anvisiert. Über seine Erfahrungen im ersten Jahr schrieb er ein Buch.

## Diskografie
Soloprojekte
- 1988/1995: Album Bremen (produziert von Klaus Voormann)
- 1989: Album Kapitale Burschen
- 1989: Single Mama
- 1989: Single Weine nicht
- 1991: Album Wildeshausen
- 1991: Single Komm zurück / 100%
- 1996: Album Gekauft ist gekauft – The Mist of Wigald Boning
- 1997: Single Ein Freund, ein guter Freund / Das Bremserlied
- 1998: Album Unser Land soll schöner werden
- 2000: Single Gimme more Huhn (Moorhuhn feat. Wigald Boning)
- 2000: Album Geflügelpop Non Stop
- 2008: Album Jet Set Jazz mit Roberto Di Gioia
- 2013: 8-CD-Box Hobby mit Roberto Di Gioia
- 2016: Album Das wirre Leben des Wundergeigers Alain Rien mit Roberto Di Gioia
- 2020: „Frosch“ bei The Masked Singer

KIXX
- 1985: Album Hidden Lover (ITM)

Die Doofen
- 1995: Album Lieder, die die Welt nicht braucht
- 1996: Album Melodien für Melonen
- 1998: Album Zwei Stühle – Eine Meinung

## Werke

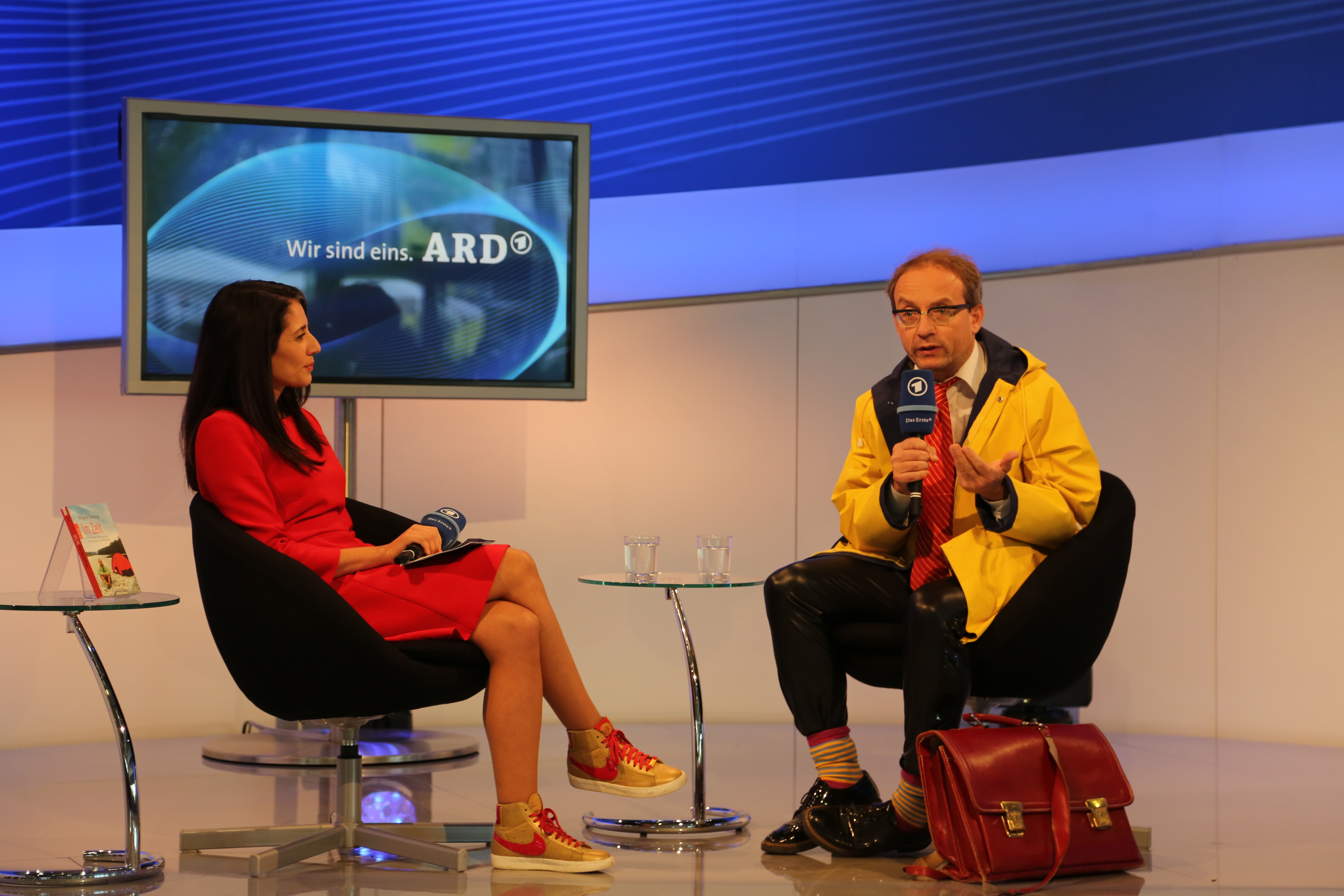
Selma Üsük (l.) interviewt Wigald Boning (r.) bei der Frankfurter Buchmesse im Oktober 2016.

### Bücher
- Fliegenklatschen in Aspik. Kiepenheuer & Witsch, Köln 1996, ISBN 3-462-02511-2.
- Unser Land soll schöner werden. Das Programm für Deutschland. Lappan Verlag, Oldenburg 1998, ISBN 3-89082-835-3.
- Bekenntnisse eines Nachtsportlers. Rowohlt Verlag, Hamburg 2007, ISBN 3-499-62192-4.
- In Rio steht ein Hofbräuhaus: Reisen auf fast allen Kontinenten. Rowohlt Verlag, Hamburg 2010, ISBN 978-3-499-62580-0.
- Die Geschichte der Fußleiste und ihre Bedeutung für das Abendland. Rowohlt Verlag, Hamburg 2011, ISBN 978-3-499-62772-9.
- Butter, Brot und Läusespray: Was Einkaufszettel über uns verraten. Rowohlt Verlag, Hamburg 2013, ISBN 978-3-499-63013-2.
- Im Zelt. Von einem der auszog, um draußen zu schlafen. Rowohlt Verlag, Hamburg 2016, ISBN 978-3-499-63194-8
- Lauf, Wigald, lauf: 52 mal 42 km. Mein abenteuerliches Marathon-Jahr und was ich dabei über Laufen, Leben und Luftküsse lernte. Gräfe und Unzer Edition, München 2022, ISBN 978-3-8338-8183-1.
- Der Fußgänger. Das Wandern ist des Wigalds Lust – eine bodenständige Philosophie des Wanderns. Gräfe und Unzer Edition, München 2022, ISBN 978-3-8338-8201-2.
- Herr Boning geht baden. Ein Jahr, 365 Badetage, und was ich dabei über Schwimmen, Leben und tolle Hechte lernte. Gräfe und Unzer Edition, München 2023, ISBN 978-3-8338-9164-9.

### Hörbücher
- Stanislaw Lem: Sterntagebücher: 7. und 8. Reise. Bastei Lübbe Verlag, Köln 2005, ISBN 3-938943-04-1.
- Wigald Boning liest Bekenntnisse eines Nachtsportlers. Audio Media Verlag, München 2007, ISBN 978-3-940468-00-0.
- In Rio steht ein Hofbräuhaus: Reisen auf fast allen Kontinenten. Argon Verlag, Berlin 2010, ISBN 978-3-8398-1000-2
- Die Phantastischen Fälle des Rufus T. Feuerflieg,  als Rufus T. Feuerflieg von Tommy Krappweis, ein Audible Original – erschienen bei Amazon seit 2019
- Ghostsitter als Rufus T. Feuerflieg von Tommy Krappweis, ein Audible Original – erschienen bei Amazon seit 2017

## Filmografie (Auswahl)

### Filme
- 1989: Hard Days Hard Nights
- 1990: Der geile Osten, eine Reise durch die letzten Tage der DDR
- 1996: Die drei Mädels von der Tankstelle
- 1998: National Lampoon’s Men in White
- 2003: Suche impotenten Mann fürs Leben

### Fernsehen
- 1991: Bonings Bonbons
- 1992–1993: Extra 3
- 1993: Canale Grande
- 1993–1998: RTL Samstag Nacht
- 1999: ProSieben MorningShow
- 2001–2002: TV-Quartett
- 2001–2004: WIB-Schaukel
- 2003–2011: Genial daneben – Die Comedy Arena (Sat.1)
- 2004: Stars am Limit (Sat.1)[36]
- 2004–2008: Clever! – Die Show, die Wissen schafft
- 2006: Die ProSieben Märchenstunde: Rotkäppchen – Wege zum Glück
- 2006–2007: Extreme Activity
- 2007: FamilyShowdown
- 2008: Türkisch für Anfänger (Staffel 3, Folge 2 [Nebenrolle])
- 2009: Clever! Spezial (4 Folgen)
- 2009: Schlag den Star
- 2011: Pastewka; Folge 44
- 2011: Der Bastelkönig
- 2011: Wigald & Fritz – Die Geschichtsjäger
- 2012–2013: Nicht nachmachen! (gemeinsam mit Bernhard Hoëcker)
- seit 2013 Der Quiz-Champion (als Experte für Erdkunde)
- 2014: Hirschhausens Quiz des Menschen (Folge 1)
- 2014: Sesamstraße präsentiert: Eine Möhre für zwei, Folge 80: ,Bitte lächeln'
- 2014: Kühe haben beste Freunde
- 2014: Vier sind das Volk
- 2015: Der Klügere kippt nach
- 2015: Rock the Classic
- 2016: Wigald & Fritz – Die Geschichtsjäger
- 2017–2021: Genial daneben (Sat.1)
- 2017: Paul Panzers Comedy Spieleabend (Folge 1)
- 2017: Luke! Die Schule und ich (Folge 3)
- 2017: Das Spiel beginnt! (Weihnachtsausgabe)
- seit 2017: Privatkonzert
- 2018–2019: Mord mit Ansage (drei Folgen)
- 2018–2020: Genial daneben – Das Quiz
- 2020: Die! Herz! Schlag! Show!
- 2020: Genial oder Daneben?
- 2020: The Masked Singer
- 2021: LOL: Last One Laughing
- 2021: Die Gegenteilshow (zwei Folgen)
- 2021: The Wheel – Promis drehen am Rad
- 2021: Mälzer und Henssler liefern ab! (Gast)
- 2021: Comedy Märchenstunde[37]
- 2022: Denn sie wissen nicht, was passiert
- 2022: Murmel Mania
- 2022: Lucky Stars
- 2022: Wildes Wissen
- 2022: Die große Terra-X-Show (als Experte)
- 2022: Test the Nation (Co-Moderator)
- seit 2023: Genial daneben (RTL 2)
- 2024: Jenke. Zeitreise. (Joyn)
- 2024: Das Traumschiff: Hudson Valley

### Synchronstimme
- 1998: Das magische Schwert – Die Legende von Camelot
- 1999: South Park (Folge 1x04) … als Reporter Frank und (Folge 1x11) … als Schönheitschirurg Tom
- 2000: Titan A.E. … als Gune
- 2006: Urmel aus dem Eis … als Professor Tibatong
- 2008: Urmel voll in Fahrt … als Professor Tibatong
- 2009: G-Force – Agenten mit Biss … als Hurley
- 2014: Tarzan 3D … als Jim Porter
- 2020: Rufus T Feuerflieg … als Rufus T Feuerflieg

## Auszeichnungen
Für RTL Samstag Nacht
- 1994: Bayerischer Fernsehpreis
- 1994: Löwe von Radio Luxemburg
- 1994: Bambi
- 1994: Telestar-Förderpreis
- 1995: Adolf-Grimme-Preis (gemeinsam mit Olli Dittrich für Zwei Stühle – eine Meinung)

Für die Gruppe Die Doofen mit Olli Dittrich
- 1995: Goldene Stimmgabel
- 1995: Bambi
- 1995: Echo
- 1995: Goldene Europa
- 1995: Comet

### Sonstige Auszeichnungen
- 2004: Adolf-Grimme-Preis für seine Interviewsendung WIB-Schaukel: Wigald Boning trifft Jürgen Drews auf Mallorca
- 2005: Deutscher Fernsehpreis für Clever!
- 2005/2006: Brillenträger des Jahres des Kuratoriums Gutes Sehen
- 2012: Fahrradfreundlichste Persönlichkeit des Jahres[38]